# Errol Frank Stoové
Errol Frank (Erry) Stoové (Soerabaja, Nederlands-Indië, 1947) is een Nederlands topfunctionaris.

## Biografie
Stoové werd in 1947 geboren in het toenmalige Nederlands-Indië. Op oudjaarsdag 1957 emigreerde hij tezamen met zijn familie naar Nederland. In Nederland studeerde Stoové rechten aan de Universiteit Utrecht. Stoové was onder meer directeur van het Centraal Orgaan opvang asielzoekers en tot 2012 voorzitter van het raad van bestuur van de Sociale Verzekeringsbank (SVB). Sinds 2010 is hij president van de International Social Security Association (ISSA). Op 1 juli 2022 werd hij benoemd tot lid van de Staatscommissie tegen Discriminatie en Racisme.

## Onderscheidingen
- 15 juni 2012 - Officier in de Orde van Oranje-Nassau.[3]
- 1999 - Overheidsmanager van het jaar.[4]